# Qinggelebaolage
Qinggelebaolage (kinesiska: 青格勒宝拉格, 青格勒宝拉格苏木) är en socken i Kina. Den ligger i den autonoma regionen Inre Mongoliet, i den norra delen av landet, omkring 480 kilometer nordost om regionhuvudstaden Hohhot.
Genomsnittlig årsnederbörd är 325 millimeter. Den regnigaste månaden är juli, med i genomsnitt 78 mm nederbörd, och den torraste är januari, med 3 mm nederbörd.